# 藤原親信
藤原 親信（ふじわら の ちかのぶ）は、平安時代後期から鎌倉時代初期にかけての公卿。右京大夫・藤原信輔の四男。水無瀬家の祖。

## 生涯
久安4年（1148年）に叙爵。以後、備中国、伊予国等の国司や内蔵頭を歴任する。兄達と同様に後白河法皇の近臣として朝廷における地歩を固め、安元2年（1176年）に太宰大弐、翌治承元年（1177年）に従三位に上り公卿に列する。しかし、治承3年（1179年）の治承三年の政変において平清盛によって解官され、一旦朝政からの退隠を余儀なくされる。翌治承4年（1180年）に復帰すると、再び院近臣としての活動に勤しみ、寿永2年（1183年）には正三位・修理大夫、次いで参議に補される。寿永3年（1184年）の一ノ谷の戦いの直前には、法皇の意を受け平宗盛との和平交渉にも当たったと言われる。
その後も文治4年（1188年）従二位、文治5年（1189年）美作権守・権中納言、建久元年（1190年）に正二位、建久2年（1191年）には中納言に任ずるが、これを極官として建久8年（1197年）に出家し、程なく薨去した。
妻の阿古丸ともども今様の達人として知られ、今様を愛好する後白河法皇の寵愛を受け、子・定輔も後鳥羽上皇の近臣として活躍した。
その子孫は中世から近世において羽林家として家格を保ち、明治維新に至っている。

## 官歴
- 久安4年（1148年）正月7日：従五位下（氏爵、当時名親房）
- 仁平3年（1153年）3月：一条昇殿
- 保元2年（1157年）：昇殿
- 永暦元年（1160年）2月28日：右兵衛佐
- 永暦2年（1161年）正月5日：従五位上
- 応保2年（1162年）正月10日：正五位下（行幸院賞。院御給）、4月7日：備中守
- 長寛3年（1165年）正月5日：従四位下（佐労）
- 永万2年（1166年）6月22日：右馬頭、止守
- 仁安2年（1167年）正月5日：従四位上（鳥羽院大治二年未給）
- 仁安3年（1168年）正月6日：正四位下（春日行啓院賞。院御給）、8月12日：伊予守
- 嘉応2年12月30日（1171年2月6日）：内蔵頭
- 安元2年12月5日（1177年1月6日）：太宰大弐、去守
- 安元3年（1177年）正月24日：従三位、大弐如元
- 治暦3年（1179年）11月17日：解官（治承三年の政変）
- 治暦4年（1180年）正月24日：聴朝参
- 寿永2年（1183年）正月5日：正三位、8月16日：修理大夫、8月25日：参議
- 寿永3年（1184年）3月27日：備前権守、12月30日：復任（父喪）
- 文治3年（1187年）5月4日：辞大夫
- 文治4年（1188年）正月6日：従二位
- 文治5年（1189年）正月18日：美作権守、7月10日：権中納言
- 建久元年（1190年）8月7日：正二位（七条院入内賞）
- 建久2年（1191年）3月28日：中納言
- 建久8年（1197年）7月8日：出家

## 系譜
- 父：藤原信輔
- 母：橘家光の娘
- 妻：官仕女（半物阿古丸）
  - 長男：二条定輔（1163-1227）
  - 次男[2]：藤原仲経（1167-1236）
  - 三男：藤原親兼（1172-1246）
- 妻：不詳
  - 男子：忠遍
  - 男子：信弘
  - 女子：源通宗室
  - 女子：藤原朝経室
  - 女子：源通宗室
  - 女子：藤原朝定室
  - 女子：藤原教成室、後に藤原朝経室